# おおくぼ良太
おおくぼ 良太（おおくぼ りょうた、1952年9月10日 - ）は、日本のシンガーソングライター、コメディアン。本名、大久保 芳正。所属していた事務所は「ゆうせん企画」。

## 来歴・人物
千葉県八日市場市（現・匝瑳市）出身。父は千葉県内の中学校の校長で本人曰く「厳しい家庭に育った」とのこと。千葉県敬愛高等学校（現：横芝敬愛高等学校）機械科卒業。ジャニーズのタレントのカッコ良さに憧れ、高校卒業後にダンサーになりたくて芸能界を目指す。21歳の時に本場のダンスを習得するためにアメリカへ渡って1年間ウェイターや皿洗いなどのアルバイトをしながらダンスやエンターテインメントの勉強をし、タップダンスの修業を積んで帰国。
帰国後はダンサーや振り付けの仕事などをしていた一方で、1976年にコントも行うフォークグループ「チャチャーズ」を結成。チャチャーズは1980年に解散、その後はソロ活動に移行して司会者業も多く務めていたがヴォードヴィルが忘れられず、コメディアンの方向を目指すようになる。この間萩本欽一に弟子入り志願をしたが断られたことがあった。そして太田プロダクションに所属していたグループ、ギャグメッセンジャーズに弟子入り。30歳となった1982年11月にテレビ朝日系放送の演芸番組『ザ・テレビ演芸』内のコーナー『飛び出せ笑いのニュースター』コーナーに出場し、第16代チャンピオンとなる。そして1983年2月5日、東急目蒲線（現・東急目黒線、東急多摩川線）を擬人化して歌った歌のシングル『目蒲線物語』でレコードデビュー。その後テレビ朝日のクイズ番組『クイズ!!マガジン』にもレギュラー出演していた。
デビュー当時既に結婚しており、妻も地方巡業の歌謡ショーの司会を務めていて、司会業では同業者であった。
1989年に池袋ミュージカル学院を開校。2020年の閉校まで学院長を務めた。2022年には古本恭一監督映画『CODE-D魔女たちの消えた家』にてナオ（演 - まひろ玲希）の父役で出演。
趣味・特技はタップダンス、ジャズダンス、生け花、器械体操、新体操、詩吟。

## レパートリー
いずれも事物を擬人化して表現し歌にすることが特徴。
「目蒲線物語」
- 当時東京のローカル線と言われていた東急目蒲線をネタの主題とした歌のシリーズで、目蒲線におおくぼ自らを例えて「さみしい電車」「醜い三両編成」などと自虐しながら[4]歌った曲。目蒲線の父は東急東横線、母は東急田園都市線、弟は東急新玉川線[注釈 1]、兄は「お前とよく似ているだろう」としていた東急池上線で、池上線は本当の父親は東武東上線だと明かす。更に赤羽線[注釈 2]が登場し、あなたの本当の母親は自分だと告白する。この他、目蒲線と池上線と同じような境遇の者として東急世田谷線、赤羽線が目黒へ遊びに行こうとして道に迷い間違えて川崎へ行ってしまったというオチで南武線（1983年当時赤羽線と同様に車輌の色がバラバラだったという）が登場する。この曲中で東上線を「ちょっと過ぎると全部埼玉」「鍬とスコップの忘れ物が多い」「電車の中にゴキブリホイホイが置いてある」、赤羽線を「（車両の）色がバラバラ」などと揶揄しているが、おおくぼ自身は「ただからかっているわけじゃなく、みんな頑張ってるんだということを歌いたかった」と話している[4]。
- 後に同様の構成で歌詞を変えた「目蒲線物語（全国篇）」が製作されている。この曲では、目蒲線の本当の父親が高千穂線、母親が深名線に変わっている。この他、阪和線と名鉄、そして深名線が目黒へ遊びに行こうとして道に迷い間違えて箱根へ行ってしまったというオチで箱根登山鉄道が登場する。そしてこの曲中で高千穂線は「東洋一高い鉄橋を渡る時必ず止まる」「赤字でもうすぐ廃線になるかも知れない」[注釈 3]、深名線は「坂が登れないので線路に砂をまいてから登り直す」、阪和線は「（夜）11時で電車が無くなる（終電）」と揶揄されている。

「週刊TVガイド物語」
- 東京ニュース通信社のテレビ情報誌『週刊TVガイド』を擬人化した楽曲。週刊TVガイドが恋している雑誌に微笑、それをからかう雑誌に週刊テレビ番組、微笑が過去付き合っていた雑誌に朝日ジャーナル、ぴあ、アサヒ芸能、微笑の婚約相手がザテレビジョンだったが、後にTVガイドは微笑との略奪婚に至り、間に生まれたのがめばえ。その他、月刊カドカワ、女性セブンが登場する。

以上の他「太陽神戸銀行物語」（目蒲線物語に次ぐ第二弾シングル候補にしていたことがあった）、「練馬大根物語」、「交差点物語」などのレパートリーがあった。

## ディスコグラフィ
以下全てビクター音楽産業から発売。

### シングル
- 目蒲線物語（1983年2月5日発売　規格品番：SV-7283）
  - A面：「目蒲線物語」 作詞・作曲：おおくぼ良太／編曲：高田弘　トータルアドバイザー：湯山きょう子

本曲は、1989年にビクター音楽産業から発売されたオムニバスアルバム『ジャパニーズ・コミック・ソングス』（規格品番：VDRY-23005）に収録されてCD化されている。
後に、1992年2月21日にビクターエンタテインメントから発売されたオムニバスアルバムCD『珍品堂 おっ! あの人がこんな歌を…。』（規格品番：VICL-8059）にも収録されている。
  - B面：「実録目蒲線」
- 週刊TVガイド物語（1983年発売　規格品番：SV-7308）
  - A面：「週刊TVガイド物語」 作詞・作曲：おおくぼ良太／編曲：高田弘

この曲中に、サイモン&ガーファンクル『サウンド・オブ・サイレンス』、メンデルスゾーン『結婚行進曲』が挿入曲として使用されている。
  - B面：「目蒲線物語（全国篇）」 作詞・作曲：おおくぼ良太／編曲：高田弘　トータルアドバイザー：湯山きょう子
- 兄妹の星（1983年8月21日発売　規格品番：SV-7323）
  - A面：「兄妹の星」 作詞・作曲：米山正夫／編曲：高田弘

椎奈愛とのデュエット曲。
  - B面：「兄妹の星（カラオケ）」 作曲：米山正夫／編曲：高田弘
- 血液型B型の歌（1984年7月発売予定だったが発売延期、規格品番：SV-7398）
  - A面：「血液型B型の歌」
  - B面：「血液研究歌」
- 顔がでかい（1985年発売　規格品番：SV-9031）
  - A面：「顔がでかい」
  - B面：「顔がでかい PartⅡ」

### アルバム
「将来有望」（1983年）
- SIDE A

1. 目蒲線物語
2. 束の間の交差点
3. 日本体育高校物語

- SIDE B

1. 兄妹の星
2. 目蒲線物語（大島渚 篇）
3. 週刊TVガイド物語
4. 目蒲線物語（糸井重里 篇）
5. おやすみ

※「目蒲線物語」大島渚篇、糸井重里篇ともに本人が特別出演。